# Баба Докия

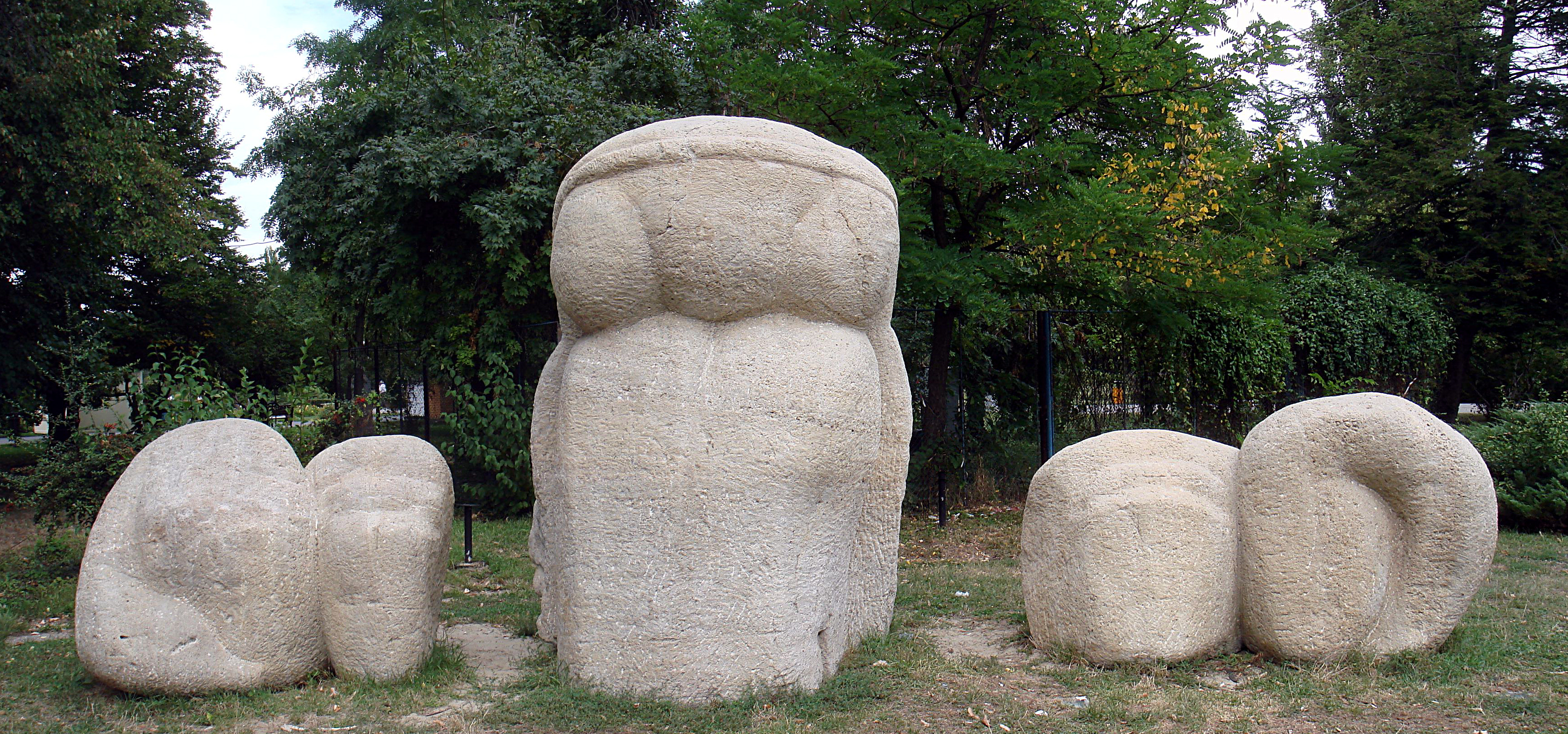
Композиция «Легенда Докии», парк Херастрау в Бухаресте. Автор: Георге Илиеску-Кэлинешти

Баба Докия (молд. Баба Докия, рум. Baba Dochia, Baba Odochia, Baba Eudochia, Baba Dochiţa, Baba Odotia; укр. Баба Докія, Баба Явдоха) — один из важных персонажей мифологии восточнороманских народов. Её имя происходит из византийского календаря, в котором 1 марта справлялся праздник Святой мученицы Евдокии.

## Легенда
В стародавние времена жила была старая бабка Докия (в других версиях легенды баба Евдоха).
Она пасла овец, пряла шерсть, делала брынзу и этим зарабатывала на жизнь.
Одним весенним днём повела баба Докия своих овец в горы, чтобы те отведали свежей травки.
Так как ранним утром было ещё холодно, баба натянула на себя двенадцать кожухов из овечьих шкур, чтобы не продрогнуть. А пока она взбиралась на гору — согрелась, да и солнышко стало пригревать посильнее.
Баба Докия стала скидывать один тулуп за другим и оставлять их за собой. Так она скинула все кожухи и поднялась на самую вершину.
Но там поднялся ветер и повалил сильный снег — в марте погода еще капризна.
Баба Докия собрала всех своих овец и поспешила домой. По дороге она подбирала одежду и снова накидывала на себя. Но тулупы уже были сильно припорошены снегом, и их пришлось отряхивать.
Так и отряхнула и собрала баба Докия все свои кожухи и вернулась домой.
Теперь когда в марте идет снег — значит, баба Докия опять вытряхивает высоко в горах снег с кожухов и он сыплется на нас. Зато когда Докия выстряхнет все 12 тулупов от снега, настанут по-настоящему тёплые и солнечные весенние дни.

## Другие варианты легенды
Существует несколько вариантов легенды. Один из них называется «Траян и Докия». Согласно этому варианту, Докия была дочерью правителя даков Децебала. Когда римский император Траян захватил Дакию, Докия скрылась на священной горе Чахлэу, чтобы не выходить за него замуж. Она переоделась в пастушку и пасла овец, но замёрзла от холода. Дева Мария по одной версии превратила её со стадом в скалы, а по другой версии Докия стала ручьём, а овцы — цветами.
Второй вариант легенды рассказывает, что у Бабы Докии был сын по имени Драгобете, который женился вопреки её воле. В один холодный зимний день Докия дала невестке клубок чёрной шерсти, послала на реку и приказала не возвращаться, пока та не отстирает его до белизны. Шерсть, конечно же, осталась чёрной, и девушка сидела и плакала на берегу реки. Сжалившись над ней, появился Иисус Христос, которого она не узнала. Он дал ей цветок и сказал, чтобы она окунула его в воду вместе с клубком шерсти. Девушка последовала совету, и шерсть стала белой. Она вернулась домой и рассказала Докии, как всё было. Докия ей не поверила и обвинила в том, что человек, давший цветок, — это её любовник. После этого Докия отправилась в горы Чахлэу с отарой овец, будучи уверенной, что весна уже наступила — ведь иначе «любовник» невестки не смог бы найти цветок. Она оделась в двенадцать овечьих шкур, но в горах начался дождь, шкуры вымокли, и Докия сняла их одну за другой. Но дождь внезапно сменился снегом, Докия замерзла и превратилась в камень вместе с отарой.
Ещё в одном варианте легенды в конце февраля Докия посылает невестку собрать ягоды в лесу. К невестке является Бог в обличии старика и даёт ей корзинку с ягодами. Далее всё происходит как в предыдущем варианте.
Иногда Докия изображается как гордая женщина, которая дразнила месяц март, а тот в отместку забрал несколько дней у февраля.